# Bullensee und Hemelsmoor
Bullensee und Hemelsmoor ist ein Naturschutzgebiet in der niedersächsischen Stadt Zeven in der Samtgemeinde Zeven und den Gemeinden Bülstedt und Kirchtimke in der Samtgemeinde Tarmstedt im Landkreis Rotenburg (Wümme).

## Allgemeines
Das Naturschutzgebiet mit dem Kennzeichen NSG LÜ 330 ist rund 296 Hektar groß. Es ist nahezu deckungsgleich mit dem 292 Hektar großen FFH-Gebiet „Bullensee, Hemelsmoor“. Das Naturschutzgebiet besteht aus zwei Teilflächen, dem „Bullensee“ und dem „Hemelsmoor“. Beide Teilflächen waren zuvor bereits als Naturschutzgebiete ausgewiesen. Der Bullensee ist nach Westen, Süden und Osten vom Landschaftsschutzgebiet „Obere Wörpe“ umgeben. Das Hemelsmoor grenzt im Westen an das Landschaftsschutzgebiet „Obere Wörpe“ und im Osten und Süden an das Landschaftsschutzgebiet „Stellingmoor mit Hemelsmoorwiesen und Steinfelder Holz“. Das Gebiet steht seit dem 1. Oktober 2018 unter Naturschutz. Zuständige untere Naturschutzbehörde ist der Landkreis Rotenburg (Wümme).

## Beschreibung
Das Naturschutzgebiet liegt südwestlich von Zeven. Es stellt zwei durch Entwässerung und Torfabbau veränderte Hochmoorbereiche unter Schutz. Der Bereich „Hemelsmoor“ wird von ausgedehnten Moorwäldern und teilweise gut erhaltenen Hochmoorbiotopen geprägt. Darin sind überwiegend extensiv bewirtschaftete Grünländer eingebettet. Der Bereich „Bullensee“ wird überwiegend von Moorwäldern mit darin eingebetteten Hochmoorbiotopen sowie einem randlichen Moorsee geprägt. Die beiden Teilflächen sind durch eine in das Naturschutzgebiet einbezogene Grünlandfläche miteinander vernetzt.
Die Moorwälder werden überwiegend von Moor- und Sandbirke sowie Waldkiefer gebildet. Sie sind vielfach naturnah als torfmoosreiche Moorwälder auf nassen Moorböden ausgebildet und verfügen über einen hohen Alt- und Totholzanteil. In die Moorwälder sind waldfreie Bereiche mit torfmoosreichen Bulten und Schlenken mit Schnabelriedgesellschaften eingebettet, an die sich naturnahe Moorrandbereiche anschließen. In den Uferbereichen des Moorsees ist torfmoosreiche Verlandungsvegetation mit Übergangs- und Schwingrasenmooren zu finden.
Im Naturschutzgebiet siedeln unter anderem Rosmarinheide, Mittlerer und Rundblättriger Sonnentau, Gewöhnliche Moosbeere, Rauschbeere, Drachenwurz, Weißes Schnabelried, Gewöhnliche Natternzunge, Wassergreiskraut, Kleiner Wasserschlauch, Hirsesegge, Fadenbinse sowie verschiedene Torfmoose, darunter Sphagnum magellanicum, Sphagnum molle, Sphagnum papillosum und Sphagnum russowii.
Das Naturschutzgebiet ist Lebensraum für verschiedene Libellen, darunter Hochmoor-Mosaikjungfer, Arktische Smaragdlibelle, Späte Adonislibelle, Speerazurjungfer, Gefleckte Smaragdlibelle und Kleine Moosjungfer und Schmetterlingen wie Moorwiesenvögelchen, Hochmoorbläuling, Geißkleebläuling, Spiegelfleck-Dickkopffalter, Heidebürstenspinner, Hornkleewidderchen, Sumpfhornkleewidderchen und Dunkles Grünwidderchen. Auch für verschiedene Webspinnenarten ist das Naturschutzgebiet ein wichtiger Lebensraum. 
Das Naturschutzgebiet wird zur Bade, einem Nebenfluss der Oste, und zur Wörpe, einem Nebenfluss der Wümme, entwässert. Das Naturschutzgebiet ist größtenteils von landwirtschaftlichen Nutzflächen, teilweise auch von Wäldern umgeben. Die Teilfläche „Hemelsmoor“ wird im Norden und Westen von einer Landesstraße, die Teilfläche „Bullensee“ im Norden von einer Kreisstraße begrenzt.